# Terry Sloane
Terrence "Terry" Sloane, noto per essere stato il primo Mister Terrific, è un personaggio dei fumetti DC Comics, creato da Charles Resizenstein e Hal Sharpe.

## Biografia del personaggio
Sloane era un miliardario di successo la cui memoria fotografica, le abilità atletiche a livello olimpico, e l'alta maestria nelle arti marziali fecero di lui un virtuoso "uomo del Rinascimento". Dopo aver conseguito la laurea al college all'età di 13 anni, divenne un capo d'affari di fama nella sua comunità. Avendo raggiunto tutti i suoi obiettivi, verso l'età di 20 anni, sentì che non c'erano più sfide da seguire per lui, trascinandolo verso tendenze suicide. Tuttavia, dopo aver visto una giovane donna gettarsi da un ponte, Sloane reagì con velocità e riuscì a salvarla. La donna gli disse di chiamarsi Wanda Wilson. Sloane assistette suo fratello, che fu arruolato in una gang, adottando la persona di Mr. Terrific. Creò quindi il "Fair Play Club" per minimizzare la sempre più crescente delinquenza minorile.
A volte soprannominato "L'Uomo dai 1000 Talenti", Terry Sloane si diede al combattimento del crimine dopo aver eccelso in tutto il resto. Indossa un costume rosso con una tunica verde. Un emblema dorato sulla sua tunica dichiara il suo motto, "Fair Play". Mr. Terrific divenne un membro riserva della Justice Society of America, prendendo parte in due delle loro avventure degli anni quaranta. Fu anche un membro a tempo pieno dell'All-Star Squadron e servì in entrambi i gruppi in molte occasioni attraverso i decenni, ritirandosi con i suoi compagni nel 1951.
Sloane riprese la sua carriera di eroe, al cui punto gli fu dato il pieno titolo di membro della Justice Society of America. In diverse occasioni li aiutò in molti casi, come combattere contro la Lawless League e la gang criminale Black Orb.
Sloane fece una comparsa in Justice League Year One, al primo incontro con la League. Fu visto badare a Phantom Lady durante un incontro degli eroi sulla Blackhawk Island, dopo la sconfitta finale dell'armata Apellaxiana.
Sloane uscì dal pensionamento per perseguire il suo vecchio nemico, Spirit King. Questi prese possesso del corpo del Flash della Golden Age e lo utilizzò per uccidere Sloane.

## Dopo la morte
Sloane ricomparve dopo la sua morte nell'aldilà e tramite viaggio spaziale. Circa una volta l'anno, durante le uscite del fumetto Starman dello scrittore James Robinson, il protagonista Jack Knight aveva una visita dal fratello deceduto David, sotto il titolo ricorrente "Talking with David". Un anno, David si presentò accompagnato da alcuni eroi deceduti, incluso Mr. Terrific. Ebbero una piccola festicciola nel reame bianco e nero. Durante questa visita, furono discusse le motivazioni di eroismo e vigilantismo.
Attraverso il viaggio temporale, Sloane ed il suo successore, Michael Holt, si incontrarono. La JSA di Holt, e i Combattenti per la Libertà di Sloane si unirono per fermare la furia di un viaggiatore temporale altamente pericoloso. Nel passato, il criminale aveva già danneggiato alcune parti di Washington, uccidendo alcuni civili. Nonostante la JSA tentasse di mantenere la segretezza, Sloane si fece un'idea della loro missione e dei loro metodi.
Sloane fece un'altra comparsa post-morte nella serie Day of Judgement. Un team di eroi tentò di entrare in Paradiso al fine di persuadere Jim Corrigan a riprendere il mantello dello Spettro. Sloane e altru eroi deceduti tentarono gentilmente di dissuadere questi nuovi paladini dalla loro missione.

## Parenti e amici
Il Mr. Terrific della Golden Age era il preferito dell'autore Michael Chabon, che contribuì ad una storia su Sloane e la JSA nella miniserie All-Stars del 2003. Secondo la storia di Chabon, Sloane è il protettore di Gateway City. Ha un fratello, Ned, un maggiordomo di nome Butler (dall'inglese, butler=maggiordomo), e un usciere di nome Smitty. In questa stessa storia, Ned Sloane viene raffigurato come un ubriacone, un giocatore d'azzardo recidivo, che ha il "potere di toccare il fondo, e, in qualche modo, continuare a fallire".
Si scoprì che Ned Sloane è il nonno della criminale della Modern Age Roulette.; tuttavia, nella sua prima apparizione, lei credeva che lo stesso terrific fosse suo nonno, e considerando il nuovo Mr. Terrific, un pretendente al ruolo.
Un personaggio chiamato Ms. Terrific fu introdotto nella serie del 1989 Hero Hotline come membro di un gruppo agente di notte. Sebbene il suo costume si basasse su quello di Sloane, non si sa se ebbe mai connessioni con lui.